# Oikos University
Oikos University is een particuliere, niet-geaccrediteerde, Koreaans-christelijke universiteit in de Amerikaanse stad Oakland in Californië. De school werd in 2004 opgericht en er studeren minder dan 100 studenten.

## Schietpartij
Op 2 april 2012 doodde een schutter zeven mensen en verwondde hij er drie. De 43 jaar oude One L. Goh, een voormalige student verpleegkunde van Oikos University, werd aangehouden. Samen met het bloedbad op de California State University - Fullerton op 12 juli 1976 was dit de op twee na dodelijkste schietpartij op een Amerikaanse universiteit, na de schietpartij op Virginia Tech (2007) en de schietpartij op de Universiteit van Texas (1966).